# جيمس اربورغ
جيمس اربورغ (بالإنجليزية: James Warburg)‏ (و. 1896 – 1969 م) هو محامي، ومصرفي من الولايات المتحدة الأمريكية . ولد في هامبورغ .
توفي في واشنطن العاصمة .

## التعليم
تعلم في جامعة شيكاغو، وكلية هارفارد للحقوق، وجامعة هارفارد.

## روابط خارجية
- جيمس اربورغ على موقع الموسوعة البريطانية (الإنجليزية)
- جيمس اربورغ على موقع مونزينجر (الألمانية)
- جيمس اربورغ على موقع ميوزك برينز (الإنجليزية)
- جيمس اربورغ على موقع ديسكوغز (الإنجليزية)